# Maria Luisa Albertina di Leiningen-Dagsburg-Falkenburg
Maria Luisa Albertina di Leiningen-Dagsburg-Falkenburg, meglio conosciuta come principessa Giorgio (Obrigheim, 16 marzo 1729 – Neustrelitz, 11 marzo 1818), fu ereditiera della signoria di Broich e, per matrimonio, principessa d'Assia-Darmstadt. È stata la nonna ed insieme l'educatrice della futura regina prussiana, Luisa.

## Biografia
Maria Luisa era figlia del conte Cristiano Carlo Reinardo, Conte di Leiningen-Dagsburg-Heidesheim (1695–1766) e di sua moglie, la contessa Caterina Polissena di Solms-Rödelheim (1702–1765). Alla morte del padre divenne erede della signoria di Broich, ed avviò con il costruttore Nicolas de Pigage il restauro l'espansione del castello di Broich. Nel 1806 Napoleone sciolse la signoria di Broich, che nel 1815 venne annessa al Regno di Prussia.
Il 16 marzo 1748 sposò ad Heidesheim il principe Giorgio Guglielmo d'Assia-Darmstadt, fratello del langravio Luigi IX. A quell'epoca Luigi IX risiedeva quasi esclusivamente a Pirmasens, ed a seguito della scomparsa di sua moglie, la langravia Carolina nel 1774, Maria Luisa divenne la prima dama dello Stato, risiedendo nella residenza di Darmstadt.
Due delle sue figlie furono mogli di Carlo II di Meclemburgo-Strelitz, e morirono ambedue di complicazioni seguite al parto. Dopo la morte della seconda moglie Carlotta, Carlo pose termine al suo servizio di governatore nell'Hannover, e si trasferì con i figli presso sua suocera a Darmstadt. La principessa George era rimasta vedova nel 1782, e s'assunse il compito d'istruire e d'assistere i nipoti, con la sola eccezione di Carlotta, che all'età sedici anni andava in sposa, il 3 settembre del 1785, al duca Federico. Il padre rimase a Darmstadt con i suoi figli, pur visitando spesso Carlotta ad Hildburghausen e dal 1787 divenne presidente della Commissione imperiale dei debiti.
Maria Luisa s'occupò dell'educazione di Luisa, e di quella delle sue sorelle Federica e Teresa, approntando per loro una dimora sicura ed ampiamente informale, il Vecchio Palazzo di Darmstadt, vicino alla piazza del mercato cittadino. In tale dimora ella, utilizzando i metodi educativi regionali, insegnò alle nipoti a condurre uno stile di vita semplice ed informale. Nel 1790 si recò ad assistere, con Luisa, Federica e Giorgio, all'incoronazione dell'imperatore Leopoldo II a Francoforte sul Meno, ed in tale occasione alloggiò presso Katharina Elisabeth Goethe, madre del celebre letterato. Tale viaggio d'istruzione si concluse nei Paesi Bassi nel 1791.
Nel 1792, all'approssimarsi delle Armate rivoluzionarie francesi, fuggì da Darmstadt, rifugiandosi ad Hildburghausen presso la nipote Carlotta, rimanendovi sino al marzo 1793. Lasciata rapidamente Darmstadt, si recò con le nipoti a Francoforte, dove era stato organizzato un primo incontro tra Luisa e il suo futuro marito Federico Guglielmo. Nel 1793 accompagnò Luisa e Federica al loro matrimonio a Berlino.
Maria Luisa fu descritta come una persona magnifica, dotata di calore umano, sempre allegra e pronta a parlare in linea di principio il dialetto palatino. Dotata di cordialità e vicina al popolo, fece da madre al nipote durante gli anni trascorsi a Praga, trasmettendogli i propri valori.

## Discendenza
- Luigi Giorgio Carlo (1749–1823), sposò morganaticamente nel 1788 Federica Schmidt, baronessa di Hessenheim (1752-1803);
- Giorgio Federico (1750−1750);
- Federica Carolina Luisa (1752–1782), sposò nel 1768 il principe Carlo di Meclemburgo-Strelitz;
- Giorgio Carlo (1754–1830);
- Carlotta Guglielmina Cristiana Maria (1755–1785), sposò nel 1784 il principe Carlo di Meclemburgo-Strelitz;
- Carlo Guglielmo Giorgio (1757–1797);
- Federico Giorgio Augusto (1759–1808), sposò morganaticamente nel 1788 Carolina Luisa Salome Seitz, conosciuta come la moglie di Federico (1768–1812);
- Luisa Enrichetta Carolina (1761–1829), sposò nel 1777 il langravio Luigi X d'Assia-Darmstadt, dal 1806 Luigi I granduca d'Assia e del Reno (1753–1830);
- Augusta Guglielmina Maria (1765–1796), sposò nel 1785 il conte palatino Massimiliano di Zweibrücken, in seguito re Massimiliano I Giuseppe di Baviera.

## Ascendenza
|                                                                       |                                  |                                                   | Genitori                                          |  |  | Nonni |  |  | Bisnonni                                         |  |  | Trisnonni                                     |  |
|                                                                       |                                  |                                                   |                                                   |  |  |       |  |  | Georg Wilhelm von Leiningen-Dachsburg-Falkenburg |  |  | Emich XIII von Leiningen-Dachsburg-Falkenburg |  |
|                                                                       |                                  |                                                   |                                                   |  |  |       |  |  | Georg Wilhelm von Leiningen-Dachsburg-Falkenburg |  |  | Emich XIII von Leiningen-Dachsburg-Falkenburg |  |
|                                                                       |                                  | Christiane zu Solms-Laubach                       |                                                   |  |  |       |  |  | Georg Wilhelm von Leiningen-Dachsburg-Falkenburg |  |  |                                               |  |
| Johann von Leiningen-Dachsburg-Falkenburg                             |                                  |                                                   |                                                   |  |  |       |  |  | Georg Wilhelm von Leiningen-Dachsburg-Falkenburg |  |  |                                               |  |
|                                                                       |                                  | Anne Elisabeth von Daun-Falkenstein               | Wilhelm Wirich von Daun-Falkenstein               |  |  |       |  |  |                                                  |  |  |                                               |  |
|                                                                       |                                  | Anne Elisabeth von Daun-Falkenstein               | Wilhelm Wirich von Daun-Falkenstein               |  |  |       |  |  |                                                  |  |  |                                               |  |
|                                                                       |                                  | Anne Elisabeth von Daun-Falkenstein               | Elisabeth von Waldeck                             |  |  |       |  |  |                                                  |  |  |                                               |  |
| Christian Carl Reinhard von Leiningen-Dachsburg-Falkenburg-Heidesheim |                                  | Anne Elisabeth von Daun-Falkenstein               |                                                   |  |  |       |  |  |                                                  |  |  |                                               |  |
|                                                                       |                                  | Johann Reinhard II von Hanau-Lichtenberg          | Philipp Wolfgang von Hanau-Lichtenberg            |  |  |       |  |  |                                                  |  |  |                                               |  |
|                                                                       |                                  | Johann Reinhard II von Hanau-Lichtenberg          | Philipp Wolfgang von Hanau-Lichtenberg            |  |  |       |  |  |                                                  |  |  |                                               |  |
|                                                                       |                                  | Johann Reinhard II von Hanau-Lichtenberg          | Johanna von Öttingen                              |  |  |       |  |  |                                                  |  |  |                                               |  |
| Johanna Magdalene von Hanau-Lichtenberg                               |                                  | Johann Reinhard II von Hanau-Lichtenberg          |                                                   |  |  |       |  |  |                                                  |  |  |                                               |  |
|                                                                       |                                  | Anna Magdalena von Birkenfeld-Bischweiler         | Christian I von Pfalz-Birkenfeld-Bischweiler      |  |  |       |  |  |                                                  |  |  |                                               |  |
|                                                                       |                                  | Anna Magdalena von Birkenfeld-Bischweiler         | Christian I von Pfalz-Birkenfeld-Bischweiler      |  |  |       |  |  |                                                  |  |  |                                               |  |
|                                                                       |                                  | Anna Magdalena von Birkenfeld-Bischweiler         | Magdalena Katharina von Pfalz-Zweibrücken         |  |  |       |  |  |                                                  |  |  |                                               |  |
| Maria Luise Albertine zu Leiningen-Dagsburg-Falkenburg                |                                  | Anna Magdalena von Birkenfeld-Bischweiler         |                                                   |  |  |       |  |  |                                                  |  |  |                                               |  |
|                                                                       | Johann August zu Solms-Rödelheim | Johann Georg II zu Solms-Baruth                   |                                                   |  |  |       |  |  |                                                  |  |  |                                               |  |
|                                                                       | Johann August zu Solms-Rödelheim | Johann Georg II zu Solms-Baruth                   |                                                   |  |  |       |  |  |                                                  |  |  |                                               |  |
|                                                                       | Johann August zu Solms-Rödelheim | Anna Maria zu Erbach-Fürstenau                    |                                                   |  |  |       |  |  |                                                  |  |  |                                               |  |
| Ludwig zu Solms-Rödelheim                                             | Johann August zu Solms-Rödelheim |                                                   |                                                   |  |  |       |  |  |                                                  |  |  |                                               |  |
|                                                                       |                                  | Eleonore Barbara Marie Cratz von Scharffenstein   | Johann Philipp Cratz von Scharffenstein           |  |  |       |  |  |                                                  |  |  |                                               |  |
|                                                                       |                                  | Eleonore Barbara Marie Cratz von Scharffenstein   | Johann Philipp Cratz von Scharffenstein           |  |  |       |  |  |                                                  |  |  |                                               |  |
|                                                                       |                                  | Eleonore Barbara Marie Cratz von Scharffenstein   | Anna Elisabeth Colonna von Völs                   |  |  |       |  |  |                                                  |  |  |                                               |  |
| Katharina Polyxena zu Solms-Rödelheim                                 |                                  | Eleonore Barbara Marie Cratz von Scharffenstein   |                                                   |  |  |       |  |  |                                                  |  |  |                                               |  |
|                                                                       |                                  | Friedrich von Ahlefeldt                           | Friedrich von Ahlefeldt                           |  |  |       |  |  |                                                  |  |  |                                               |  |
|                                                                       |                                  | Friedrich von Ahlefeldt                           | Friedrich von Ahlefeldt                           |  |  |       |  |  |                                                  |  |  |                                               |  |
|                                                                       |                                  | Friedrich von Ahlefeldt                           | Birgitte af Ahlefeld-Graasten                     |  |  |       |  |  |                                                  |  |  |                                               |  |
| Charlotte Sibylle von Ahlefeldt-Rixingen                              |                                  | Friedrich von Ahlefeldt                           |                                                   |  |  |       |  |  |                                                  |  |  |                                               |  |
|                                                                       |                                  | Maria Elisabeth von Leiningen-Dagsburg-Hartenburg | Friedrich Emich von Leiningen-Dagsburg-Hartenburg |  |  |       |  |  |                                                  |  |  |                                               |  |
|                                                                       |                                  | Maria Elisabeth von Leiningen-Dagsburg-Hartenburg | Friedrich Emich von Leiningen-Dagsburg-Hartenburg |  |  |       |  |  |                                                  |  |  |                                               |  |
|                                                                       |                                  | Maria Elisabeth von Leiningen-Dagsburg-Hartenburg | Elisabeth von Waldeck                             |  |  |       |  |  |                                                  |  |  |                                               |  |
|                                                                       |                                  | Maria Elisabeth von Leiningen-Dagsburg-Hartenburg |                                                   |  |  |       |  |  |                                                  |  |  |                                               |  |